# 上富镇
上富镇，是中华人民共和国江西省宜春市奉新县下辖的一个乡镇级行政单位。

## 行政区划
上富镇下辖以下地区：
上富集镇社区、庄田村、湖东村、路口村、黄沙坪村、联盟村、高坪村、金港村、董田村、东坑村、港口村、白源村、蛟湖村和九溪村。